# Kaunisvaara kyrka
Kaunisvaara kyrka är en kyrkobyggnad som tillhör Pajala församling i Luleå stift. Kyrkan ligger i byn Sahavaara i Pajala kommun. Den är belägen 25 km norr om Pajala, längs riksväg 99.

## Kyrkobyggnaden
Kyrkan uppfördes åren 1962–1963 efter ritningar av arkitekt Arvid Falkenberg och invigdes Tacksägelsedagen den 13 oktober 1963 av biskop Ivar Hylander. Sommaren 1992 ommålades kyrkan ut- och invändigt. Kyrkan har en stomme av trä och fasader klädda med rödmålad träpanel. Yttertaken är valmade och klädda med eternit. Kyrkorummets väggar är klädda med vitmålad stående träpanel, medan taket och övre korväggen är klädda med blåmålad träpanel. Golvet är belagt med trä och möblerat med bänkar.
Sydväst om kyrkan finns en fristående klockstapel formad som en spetsig kon. Stapeln är byggd redan år 1955 av frivilliga i byn. Tillhörande kyrkklocka är skänkt av Kaunisvaara syförening.